# هيدلي في. ديكسون
هيدلي في. ديكسون هو سياسي كندي، ولد في 3 مارس 1858، وتوفي في 24 أبريل 1942 في Hammond River (New Brunswick) ‏ في كندا. نشط حزبياً في الحزب التقدمي المحافظ في نيو برونزويك ‏. وقد انتخب عضو الجمعية التشريعية لنيو برونزويك ‏.